# William C. Marland
William Casey Marland (* 26. März  1918 in Johnston City, Williamson County, Illinois; † 26. November 1965 in Barrington, Illinois) war ein US-amerikanischer Politiker und von 1953 bis 1957 der 24. Gouverneur des Bundesstaates West Virginia.

## Frühe Jahre und politischer Aufstieg
William Marland kam im Alter von sieben Jahren mit seinen Eltern nach West Virginia. Als Junge arbeitete er zeitweise im Kohlebergbau. Dann studierte er an der University of Alabama. An der West Virginia University studierte er anschließend Jura. Während des Zweiten Weltkrieges diente er in der US-Marine im Südpazifik. Nach dem Krieg war Marland zunächst in Charleston als Anwalt tätig. Im Jahr 1948 wurde er stellvertretender Justizminister von West Virginia. Ein Jahr später wurde er unter Gouverneur Okey L. Patteson Justizminister (Attorney General) seines Staates. 1952 wurde er als Kandidat der Demokratischen Partei zum neuen Gouverneur von West Virginia gewählt.

## Gouverneur von West Virginia
Marlands vierjährige Amtszeit begann am 19. Januar 1953. Unmittelbar nach seinem Amtsantritt wollte der Gouverneur die Steuern für einige Industriezweige, vor allem der Kohlenindustrie, erhöhen. Das stieß auf den energischen Widerstand der betroffenen Industrien und des Staatsparlaments. In der Folge blockierte die Legislative viele von Marlands Vorschlägen. Unabhängig davon setzte sich der Gouverneur für die Rassengleichberechtigung ein. Er unterstützte die Aufhebung der Rassentrennung an den Schulen und die Bürgerrechtsbewegung. Seine Vorschläge zur Verbesserung der Arbeitsgesetze und der Arbeitslosenversorgung stießen ebenfalls auf Widerstand im Parlament, in dem die Vertreter der Industrie eine Mehrheit hatten. In diesen Kreisen war Marland bald sehr unbeliebt. Diese Unpopularität weitete sich auf das ganze Land aus und war mit ein Grund dafür, dass bei der nächsten Gouverneurswahl die Demokratische Partei zum ersten Mal seit 1928 eine Gouverneurswahl verlor.

## Weiterer Lebenslauf
Nach dem Ende seiner Amtszeit war Marland als Anwalt in Charleston tätig. Im Jahr 1956 bewarb er sich erfolglos um einen Sitz im US-Senat. Er zog vorübergehend nach Chicago. Einige Zeit später hatte Marland ein Alkoholproblem, das er wieder in den Griff bekam. Zwischenzeitlich machte er Schlagzeilen, als er sich als Taxifahrer betätigte. Im Jahr 1965 erkrankte der ehemalige Gouverneur an Krebs, an dessen Folgen er im November desselben Jahres verstarb. Er war mit Valerie Allen verheiratet, mit der er drei Kinder hatte.